# Корганова, Нина Иосифовна
Ни́на Ио́сифовна Корга́нова, настоящее имя Нуне Овсеповна Корганя́н, сценический псевдоним Дарьял (Дариалли, Дариали) (1852 — 24 февраля [7] марта 1895 — оперная певица (меццо-сопрано) и вокальный педагог. По происхождению армянка. Сестра певиц Е. Терьян-Коргановой и М. Коргановой (Светаде), певцов Ивана и Константина Коргановых, композитора и пианиста Г. Корганова.

## Биография
Родилась в Тифлисе. Имела трех братьев и пятерых сестёр. Почти все дети в семье отличались музыкальными дарованиями и некоторые из них приобрели мировую известность.
Покинув Тифлис, посещала в Петербурге Бестужевские курсы. Свободно владела русским, грузинским, французским, английским, итальянским, испанским и немецким языками. В Париже (Франция), при содействии И. С. Тургенева, брала уроки пения у Полины Виардо. В дальнейшем совершенствовала вокал у Франческо Ламперти и А. Буцци в Милане (Италия).
В 1870—1880 годах являлась артисткой придворного театра Вильгельма I в Берлине. Принимала участие в музыкально-литературном вечере, организованным Тургеневым в Париже 2 (14) февраля 1881 года. До 1885 года успешно гастролировала с концертами и выступала на сценах оперных театров Парижа, Лондона, Мадрида, Берлина, Одессы. В России и Европе известность получила под сценическим псевдонимом Дарьял (Дариалли, Дариали).
Лучшими считались партии Вани («Жизнь за царя») и Ратмира («Руслан и Людмила»). Партия Вани была последней ролью на сцене петербургского Мариинского тетра в 1885 году. После по состоянию здоровья оставила сцену.
Вела активную преподавательскую деятельность. Преподавала в музыкальных классах Одесского отделения Императорского Русского музыкального общества с 1885 по 1890 годы. В 1891 году совместно с М. Н. Климентовой-Муромцевой организовала частную школу пения в Москве. Занятия с русскими, армянскими и грузинскими молодыми певцами проводила бесплатно. С 1893 года вокальные курсы вела самостоятельно.
Учащихся без способностей на курсы не принимала и советовала им отказаться от музыкальных занятий. К своим ученикам была внимательна, не жалела для них времени и средств. Учредила стипендии имени артиста Петроса Адамяна, своих отца О. Корганова и брата Г. Корганяна. Среди учеников — А. С. Костаньян.
Умерла 24 февраля (7 марта) 1895 года.

## Семья
- Отец — Корганов Осип
- Сестра — Елена Иосифовна Терьян Корганова, оперная и камерная певица, вокальный педагог;
- Сестра — Мария Иосифовна Корганова (сценический псевдоним Светаде), оперная и камерная певица, вокальный педагог;
- Брат — Иван Осипович Корганов (настоящие имя и фамилия Ованес Корганян), камерный певец (тенор);
- Брат — Константин Осипович Корганов (настоящая фамилия Корганян, сценический псевдоним Терский), камерный певец (баритон) и артист оперетты;
- Брат — Генарий Осипович Корганов, композитор и пианист.

## Репертуар
- Ваня — «Жизнь за царя» Глинки;
- Ратмир — «Руслан и Людмила» Глинки.